# HMS Devonshire (39)
La HMS Devonshire (Pennant number 39), settima nave da guerra britannica a portare questo nome, è stata un incrociatore pesante della Classe County, tipo London che servì nella Royal Navy durante la Seconda guerra mondiale.

## Prima della guerra
La Devonshire servì nel Primo Squadrone Incrociatori nel Mediterraneo fino al 1932. A pochi mesi dall'entrata il servizio, il 26 luglio 1929 ebbe un incidente durante un'esercitazione di tiro nel Mare Egeo, al largo dell'isola di Skhiatos. Il cannone di sinistra della torretta "X"  si inceppò ma il marinaio addetto al pezzo non se ne accorse e aprì la culatta, causando così l'esplosione della carica rimasta nel cannone e di quella successiva già pronta per essere caricata. Le due esplosioni causarono complessivamente 17 morti. La nave tornò in Gran Bretagna per le riparazioni in agosto, viaggiando con la torretta completamente distrutta. Durante i lavori venne installato un nuovo sistema per evitare che l'addetto al pezzo aprisse la culatta prima dell'esplosione della carica. In seguito la nave venne trasferita nella zona di operazioni cinese fino al 1933, per poi tornare nel Mediterraneo dove rimase fino al 1939. In quest'anno la resa dell'isola di Minorca, durante le ultime fasi della Guerra civile spagnola, venne firmata a bordo e successivamente la Devonshire evacuò dall'isola personalità del campo repubblicano.

## Durante il conflitto
Sotto il comando del futuro Primo Lord del Mare John H. D. Cunningham, partecipò alla Campagna Norvegese e successivamente evacuò la famiglia reale dalla Norvegia il 6 giugno 1940, due mesi dopo l'invasione tedesca del paese. In agosto prese parte al Bombardamento di Dakar (Operazione Menace) cannoneggiando le navi nella rada e le batterie costiere. Dopo che l'attacco venne sospeso e l'operazione abbandonata venne impiegata in operazioni contro i territori coloniali della Francia di Vichy sulla costa dell'Africa, bloccando in particolare il Camerun e il Gabon. Partecipò anche alla caccia alla corsara tedesca Kormoran nell'Atlantico meridionale e durante la sua permanenza nelle acque del Sudafrica, sotto il comando del Capitano R.D.Oliver, catturò un intero convoglio della Francia di Vichy ad est del Capo di Buona Speranza, il 2 novembre 1941.
Il 22 novembre successivo, grazie all'aiuto del suo idrovolante Supermarine Walrus individuò e affondò la corsara tedesca Atlantis, da una distanza di circa 15 km, uccidendo otto marinai tedeschi. I superstiti vennero recuperati da tre sommergibili tedeschi: l'U-Boot 126, l'U-Boot 124 e l'U-Boot 129.
Entrò in cantiere a Norfolk, in Virginia nel gennaio 1942 e vi rimase fino al marzo successivo. In seguito servì con la Flotta Orientale nell'Oceano Indiano fino al maggio 1943, scortando convogli di truppe australiane e neozelandesi da Suez all'Australia. Nel maggio partecipò all'attacco al Madagascar. Entrò nuovamente in cantiere e vi rimase fino al marzo 1944, quando venne assegnata alla Home Fleet e operò al largo della Norvegia fino al 1945.
Con la fine del conflitto venne convertita in nave scuola nel 1947 e mantenne questo ruolo fino al 1953. La Devonshire venne venduta dalla marina il 16 giugno 1954 e raggiunse Newport il 12 dicembre per essere demolita.